# Upplands runinskrifter 1066
Runinskrift U 1066 är en runsten vid Åkerby kyrka, nordväst om Uppsala, Uppsala kommun. Stenen är rest en meter söder om den södra tornväggen och står en meter öster om runstenen U 1067.
Österut, i kyrkogårdsmuren, finns också runstenen U 1068.

## Stenen

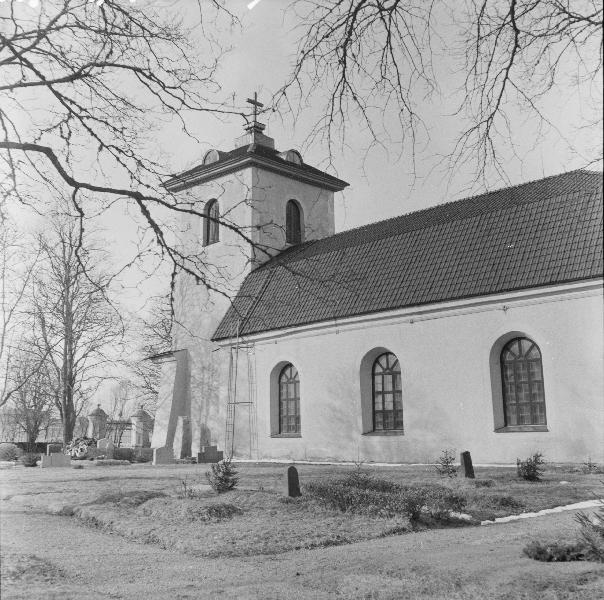
Åkerby kyrka med de två runstenarna U 1067 och U 1066 längst till vänster längs kyrkväggen.

De äldsta kända uppgifterna om U 1066 och U 1067 är från 1600-talet då stenarnas läge - då inmurade i kyrkväggen - beskrivs. Stenarna rappades över på 1700-talet i samband med en tillbyggnad av en sakristia och glömdes bort. Först 1949 återfanns stenarna. Stenarnas ursprungliga platser är okända. Det är troligt att U 1066 varit rest i kyrkans närhet, möjligen vid ett gravfält som ligger ungefär 800 meter sydväst om Åkerby kyrka.
U 1066 är i gråröd granit, 2,20 meter hög i sin helhet (1,75 meter finns över marken) och 1,76 meter bred.

## Inskriften
Ristare är Brandr som även har ristat den intillstående U 1067. U 1067 är signerad, men inte U 1066. Huggningstekniken, runformerna och stiliseringen med mera gör det tydligt att det är samma ristare.
Runornas höjd är mellan 6 och 12 centimeter.
Translitterering av runraden:
: biurn : auk :: þurkil : þiʀ : ris(t)u + kumbl : þisi : al : iʀu :: kiþbi- : a :
Normalisering till runsvenska:
Biorn ok Þorkell þæiʀ ræistu kumbl þessi all iʀu kiþbi- a.
Översättning till nusvenska:
Björn och Torkel de reste alla dessa kummel resta på samma plats.
Ordet "kummel" antyder att U 1066 var en av flera ursprungliga stenar, troligen runstenen i sig och en okänd mängd bautastenar.